# Aaron Astudillo
Aaron Sebastián Astudillo Quiñones (* 17. April 2000 in Ciudad Guayana) ist ein venezolanisch-chilenischer Fußballspieler auf der Position des Außenverteidigers.

## Karriere
Aaron Astudillo debütierte im September 2020 für CD Universidad Católica beim 2:2-Unentschieden gegen Everton. Am Ende der Saison, die wegen der COVID-19-Pandemie erst im Februar 2021 endete, wurde Astudillo mit den Cruzados chilenischer Meister, auch wenn er nur ein Ligaspiel bestritten hatte. Im März 2021 verlieh ihn der Klub aus der Hauptstadt an Deportes Melipilla. Nach seiner Rückkehr 2022 konnte er sich aber nicht bei Universidad Católica durchsetzen und wurde 2023 an Deportes Recoleta aus der Primera B verliehen. Zur Saison 2025 wechselte Astudillo zum CD Cobresal.

## Erfolge
Universidad Católica
- Primera División: 2020